# Шмирер, Август
Август Шмирер (нем. August Schmierer; 28 апреля 1870, Штутгарт — XX век) — германский регбист, серебряный призёр летних Олимпийских игр 1900.
На Играх Шмирер входил в сборную Германию, которая в единственном матче проиграла Франции со счётом 21:17, получив серебряные медали.